# Luigi Filippo di Thurn und Taxis
Principe Luigi Filippo Maria Federico Massimiliano Giuseppe Antonio Ignazio Lamoral di Thurn und Taxis (tedesco: Ludwig Philipp Maria Friedrich Joseph Maximilian Antonius Ignatius Lamoral, Prinz von Thurn und Taxis, anche Louis Philippe; Ratisbona, 2 febbraio 1901 – Niederaichbach, 22 aprile 1933) è stato un membro della Casa di Thurn und Taxis e un principe di Thurn und Taxis dalla nascita.

## Biografia
Luigi Filippo era il quarto figlio di Alberto I, Principe di Thurn und Taxis e di sua moglie l'arciduchessa Margherita Clementina d'Austria.

## Matrimonio
Luigi Filippo sposò la Principessa Principessa Elisabetta di Lussemburgo, quintogenita di Guglielmo IV, Granduca di Lussemburgo e di sua moglie Maria Anna Infanta del Portogallo, il 14 novembre 1922 a Hohenburg, Baviera . Luigi Filippo e Elisabetta ebbero due figli:
- Principe Anselmo di Thurn und Taxis (14 aprile 1924 - 25 febbraio 1944)[1][2]
- Principessa Iniga di Thurn und Taxis (25 agosto 1925-17 settembre 2008)[1][2]

## Morte
Il principe Luigi Filippo von Thurn und Taxis morì il 22 aprile 1933 nel castello di Niederaichbach.

## Titoli
- 2 febbraio 1901 - 22 aprile 1933: Sua Altezza Serenissima il Principe Luigi Filippo di Thurn und Taxis

## Onorificenze
- Cavaliere dell'Ordine di Parfaite Amitié

## Ascendenza
|                                           |                           |                                    | Genitori                                      |  |  | Nonni |  |  | Bisnonni                              |  |  | Trisnonni                           |  |
|                                           |                           |                                    |                                               |  |  |       |  |  | Massimiliano Carlo di Thurn und Taxis |  |  | Carlo Alessandro di Thurn und Taxis |  |
|                                           |                           |                                    |                                               |  |  |       |  |  | Massimiliano Carlo di Thurn und Taxis |  |  | Carlo Alessandro di Thurn und Taxis |  |
|                                           |                           | Teresa di Meclemburgo-Strelitz     |                                               |  |  |       |  |  | Massimiliano Carlo di Thurn und Taxis |  |  |                                     |  |
| Massimiliano Antonio di Thurn und Taxis   |                           |                                    |                                               |  |  |       |  |  | Massimiliano Carlo di Thurn und Taxis |  |  |                                     |  |
|                                           |                           | Baronessa Guglielmina di Dörnberg  | Ernesto di Dörnberg                           |  |  |       |  |  |                                       |  |  |                                     |  |
|                                           |                           | Baronessa Guglielmina di Dörnberg  | Ernesto di Dörnberg                           |  |  |       |  |  |                                       |  |  |                                     |  |
|                                           |                           | Baronessa Guglielmina di Dörnberg  | Wilhelmine Henriette Maximiliane von Glauburg |  |  |       |  |  |                                       |  |  |                                     |  |
| Alberto I di Thurn und Taxis              |                           | Baronessa Guglielmina di Dörnberg  |                                               |  |  |       |  |  |                                       |  |  |                                     |  |
|                                           |                           | Massimiliano Giuseppe in Baviera   | Pio Augusto in Baviera                        |  |  |       |  |  |                                       |  |  |                                     |  |
|                                           |                           | Massimiliano Giuseppe in Baviera   | Pio Augusto in Baviera                        |  |  |       |  |  |                                       |  |  |                                     |  |
|                                           |                           | Massimiliano Giuseppe in Baviera   | Amalia Luisa di Arenberg                      |  |  |       |  |  |                                       |  |  |                                     |  |
| Elena di Baviera                          |                           | Massimiliano Giuseppe in Baviera   |                                               |  |  |       |  |  |                                       |  |  |                                     |  |
|                                           |                           | Ludovica di Baviera                | Massimiliano I Giuseppe di Baviera            |  |  |       |  |  |                                       |  |  |                                     |  |
|                                           |                           | Ludovica di Baviera                | Massimiliano I Giuseppe di Baviera            |  |  |       |  |  |                                       |  |  |                                     |  |
|                                           |                           | Ludovica di Baviera                | Carolina di Baden                             |  |  |       |  |  |                                       |  |  |                                     |  |
| Principe Luigi Filippo di Thurn und Taxis |                           | Ludovica di Baviera                |                                               |  |  |       |  |  |                                       |  |  |                                     |  |
|                                           | Giuseppe d'Asburgo-Lorena | Leopoldo II d'Asburgo-Lorena       |                                               |  |  |       |  |  |                                       |  |  |                                     |  |
|                                           | Giuseppe d'Asburgo-Lorena | Leopoldo II d'Asburgo-Lorena       |                                               |  |  |       |  |  |                                       |  |  |                                     |  |
|                                           | Giuseppe d'Asburgo-Lorena | Maria Luisa di Borbone-Spagna      |                                               |  |  |       |  |  |                                       |  |  |                                     |  |
| Giuseppe Carlo Luigi d'Asburgo-Lorena     | Giuseppe d'Asburgo-Lorena |                                    |                                               |  |  |       |  |  |                                       |  |  |                                     |  |
|                                           |                           | Maria Dorotea di Württemberg       | Ludovico Federico Alessandro di Württemberg   |  |  |       |  |  |                                       |  |  |                                     |  |
|                                           |                           | Maria Dorotea di Württemberg       | Ludovico Federico Alessandro di Württemberg   |  |  |       |  |  |                                       |  |  |                                     |  |
|                                           |                           | Maria Dorotea di Württemberg       | Enrichetta di Nassau-Weilburg                 |  |  |       |  |  |                                       |  |  |                                     |  |
| Margherita Clementina d'Asburgo-Lorena    |                           | Maria Dorotea di Württemberg       |                                               |  |  |       |  |  |                                       |  |  |                                     |  |
|                                           |                           | Augusto di Sassonia-Coburgo-Kohary | Ferdinando di Sassonia-Coburgo-Kohary         |  |  |       |  |  |                                       |  |  |                                     |  |
|                                           |                           | Augusto di Sassonia-Coburgo-Kohary | Ferdinando di Sassonia-Coburgo-Kohary         |  |  |       |  |  |                                       |  |  |                                     |  |
|                                           |                           | Augusto di Sassonia-Coburgo-Kohary | Maria Antonia di Koháry                       |  |  |       |  |  |                                       |  |  |                                     |  |
| Clotilde di Sassonia-Coburgo-Kohary       |                           | Augusto di Sassonia-Coburgo-Kohary |                                               |  |  |       |  |  |                                       |  |  |                                     |  |
|                                           |                           | Clementina d'Orléans               | Luigi Filippo di Francia                      |  |  |       |  |  |                                       |  |  |                                     |  |
|                                           |                           | Clementina d'Orléans               | Luigi Filippo di Francia                      |  |  |       |  |  |                                       |  |  |                                     |  |
|                                           |                           | Clementina d'Orléans               | Maria Amalia di Borbone-Due Sicilie           |  |  |       |  |  |                                       |  |  |                                     |  |
|                                           |                           | Clementina d'Orléans               |                                               |  |  |       |  |  |                                       |  |  |                                     |  |